# Orconectes hathawayi ssp. blacki
Orconectes hathawayi ssp. blacki је подврста животињске врсте Orconectes hathawayi, класе Crustacea, која припада реду Decapoda. 

## Угроженост
Ова врста се сматра рањивом у погледу угрожености врсте од изумирања.

## Распрострањење
Сједињене Америчке Државе су једино познато природно станиште врсте.

## Станиште
Станиште врсте су слатководна подручја.